# Pyrrharctia isabella

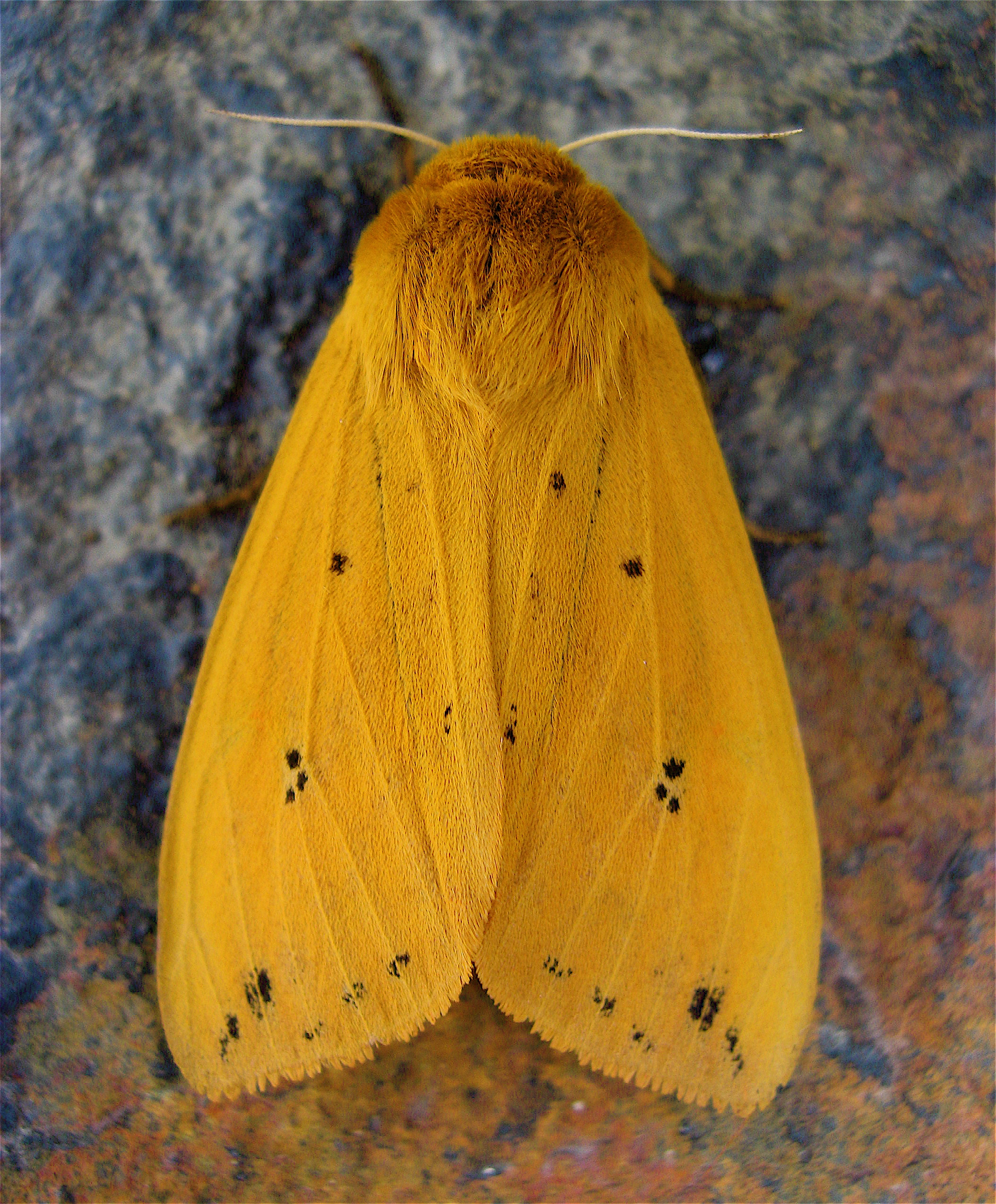
Falter in Ruhestellung

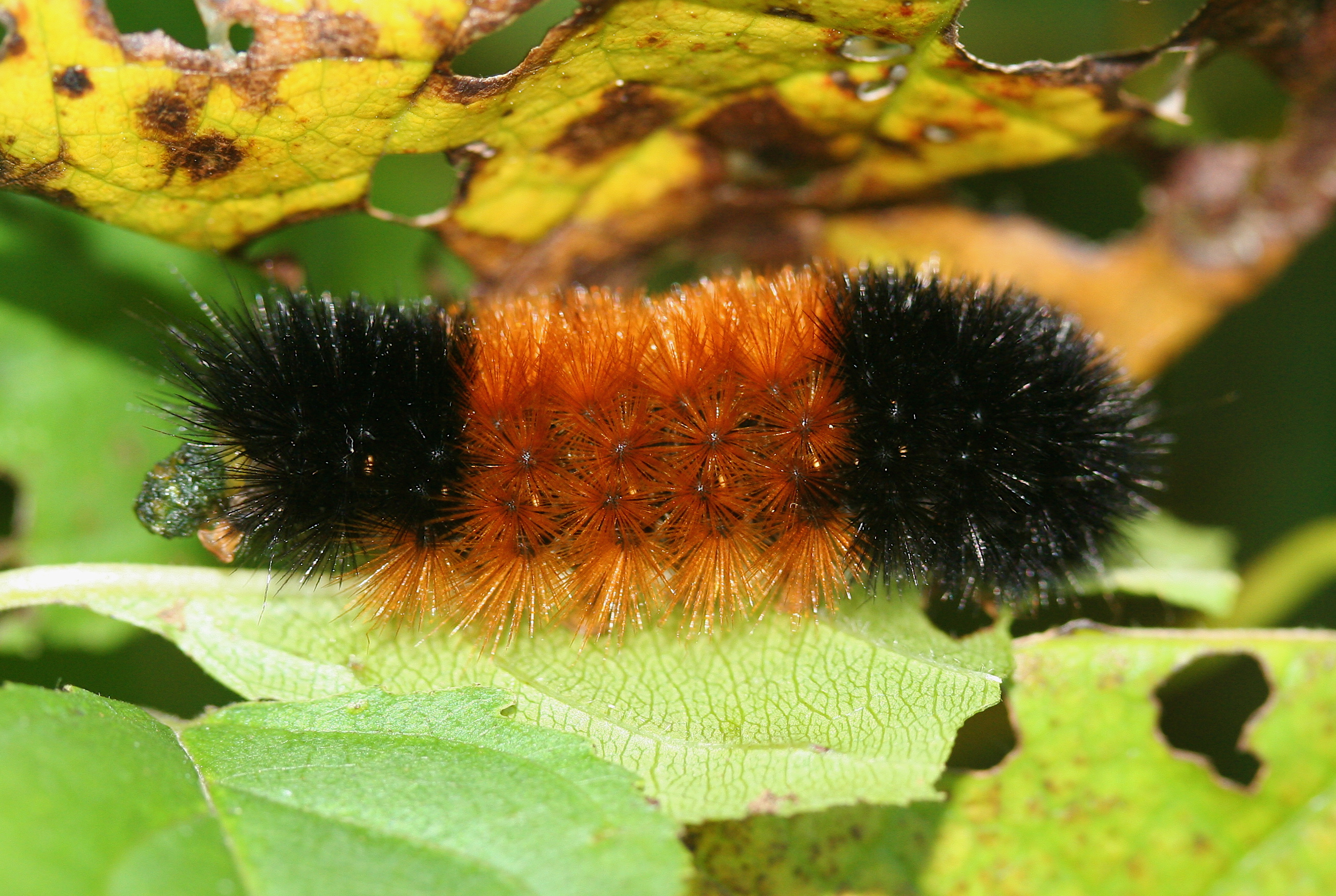
Raupe

Pyrrharctia isabella ist ein Schmetterling (Nachtfalter) aus der Unterfamilie der Bärenspinner (Arctiinae). 

## Merkmale

### Falter
Die Falter besitzen eine Flügelspannweite von 45 bis 65 Millimetern, wobei die Weibchen größer als die Männchen sind. Ihre Flügeloberseiten haben eine orange gelbe bis gelbbraune Grundfärbung, von der sich einige kleine schwarze Punkte abheben. Die Hinterflügeloberseite bei den Weibchen ist blass gelblich rosa. Der gelblich bis rötlich behaarte Thorax ist bei beiden Geschlechtern durch schwarze Flecke entlang der Mitte und an den Seiten charakterisiert. 

### Raupe
Die Raupen sind auf dem gesamten Körper dicht behaart. Im vorderen und hinteren Teil sind die Haare schwarz, in der Mitte rotbraun bis rostrot. Im englischen Sprachgebrauch wird die Art deshalb meist als Banded Woolly Bear (Gebänderter Wollbär) bezeichnet.

## Verbreitung und Vorkommen
Die Art ist in Nordamerika bis in arktische Gebiete verbreitet, im Norden und Osten zahlreicher. Sie bewohnt bevorzugt offene, trockene bis leicht feuchte Lebensräume.

## Lebensweise
In den nördlichen Regionen fliegen die Falter im Juni und Juli sowie im Herbst in zwei Generationen im Jahr. Im Süden werden zuweilen mehrere Generationen gebildet. Die männlichen Falter besuchen künstliche Lichtquellen. Die Weibchen emittieren ein Aerosol, das aus vielen Sexualpheromontröpfchen besteht. Die relativ große Menge des Sexualpheromons erklärt sich mit der aufgrund des kurzen arktischen Frühlings knappen Zeitspanne, die einem Weibchen zur Verfügung steht, um einen Fortpflanzungspartner zu finden. Die Raupen ernähren sich von den Blättern verschiedener Pflanzen, dazu zählen Astern-, (Aster), Birken-, (Betula),  Ahorn- (Acer), Klee- (Trifolium), und Sonnenblumen-Arten (Helianthus). Die überwinternden Raupen erzeugen in ihrer Kreislaufflüssigkeit (Hämolymphe) ein Kryoschutzmittel, um auch extrem kalte Winter zu überstehen.

## Trivia
Im Osten der USA und Kanadas ist eine Folklore weit verbreitet, die besagt, dass die Ausdehnung der rotbraunen und schwarzen Haare auf der Raupe im Herbst eine Voraussage auf die Intensität des kommenden Winters gibt. Dabei wird angenommen, dass, wenn der rotbraune Streifen breit ist, der Winter mild und wenn der rotbraune Streifen schmal ist, der Winter sehr kalt sein wird. Wissenschaftlich lässt sich diese Theorie nicht begründen. Sie wird jedoch in vielen kleinen Städten zum Anlass genommen, als Touristenattraktion ein Woollybear-Festival zu veranstalten, beispielsweise in Vermilion in Ohio.